# Anomacanthus congolanus
Anomacanthus congolanus là một loài thực vật có hoa trong họ Ô rô. Loài này được Émile Auguste Joseph De Wildeman và Théophile Alexis Durand mô tả khoa học đầu tiên năm 1900 dưới danh pháp Gilletiella congolana. Năm 1990, Richard Kenneth Brummitt chuyển nó sang chi Anomacanthus.